# 瀑河 (白洋淀)
瀑河（「瀑」）發源于易縣狼牙山腳下的奇角嶺，自發源地東下，流經西山北、塘湖，至屯莊村北入徐水縣境，流向東，經遂城，南張豐鄉境，到前所營村東穿京廣鐵路、107國道，遂分南北兩支。
該河為常年河，全長73公里,流域總面積574平方公里，河道平均寬度80米，石撟村以上坡降1/1500，以下坡降1/3250。多年平均徑流量0.35億立方米，百年一遇（塘湖，1963年）洪峰流量為2110立方米/秒。